# Браунсвил (Пенсилванија)
Браунсвил (енгл. Brownsville) град је у америчкој савезној држави Пенсилванија.

## Демографија
По попису из 2010. године број становника је 2.331, што је 473 (-16,9%) становника мање него 2000. године.
| Група             | 2000.         | 2010.         |
| Белци             | 2.391 (85,3%) | 1.888 (81,0%) |
| Афроамериканци    | 320 (11,4%)   | 315 (13,5%)   |
| Азијати           | 2 (0,1%)      | 3 (0,1%)      |
| Хиспаноамериканци | 23 (0,8%)     | 13 (0,6%)     |
| Укупно            | 2.804         | 2.331         |